# Chionactis
Chionactis är ett släkte av ormar. Chionactis ingår i familjen snokar.
Arterna är med en längd mindre än 75 cm små ormar. De förekommer i sydvästra USA och nordvästra Mexiko. Habitatet utgörs av sand- eller grusöknar. Släktets medlemmar äter insektslarver och andra ryggradslösa djur. Arternas färgsättning påminner om korallormar. Honans ägg är långsmala.
Arter enligt Catalogue of Life:
- Chionactis occipitalis
- Chionactis palarostris

The Reptile Database listar ytterligare en art:
- Chionactis annulata